# Partille herrgård

Partille herrgård eller Slottet i folkmun, är en herrgård i centrala Partille i Partille kommun. Byggnaden har ett monumentalt läge på en höjd med utsikt över Säveåns dalgång, cirka 200 meter väster om Partille kyrka. Tillfartsvägen heter Carl Wilhelm Carlbergs Allé. Sedan den 28 december 1995 är Partille herrgård byggnadsminne.

## Beskrivning
Herrgården är utförd i klassicistisk stil med tre våningar och är murad med tunt mörkrött holländskt klinker och har tegeltak. Mittpartiet flankeras av två svagt utskjutande risaliter. Till herrgården hörde förr två flygelbyggnader i trä och en ståtlig park- och trädgårdsanläggning. Huset har en ovanlig stränghet med sina osmyckade fasadytor, och endast bottenvåningens risaliter med sina markerade fönsteromfattningar kröns av gavelfrontoner. Den stränga arkitekturen har endast få skulpturala utsmyckningar, exempelvis den kolonnburna portiken, de gavelkrönta fönsteromfattningarna på sidorisaliternas bägge långfasader och den kraftiga taklisten som bärs upp av konsoler. Det är en monumental villaskapelse, som närmast återfinns i England.

## Historik

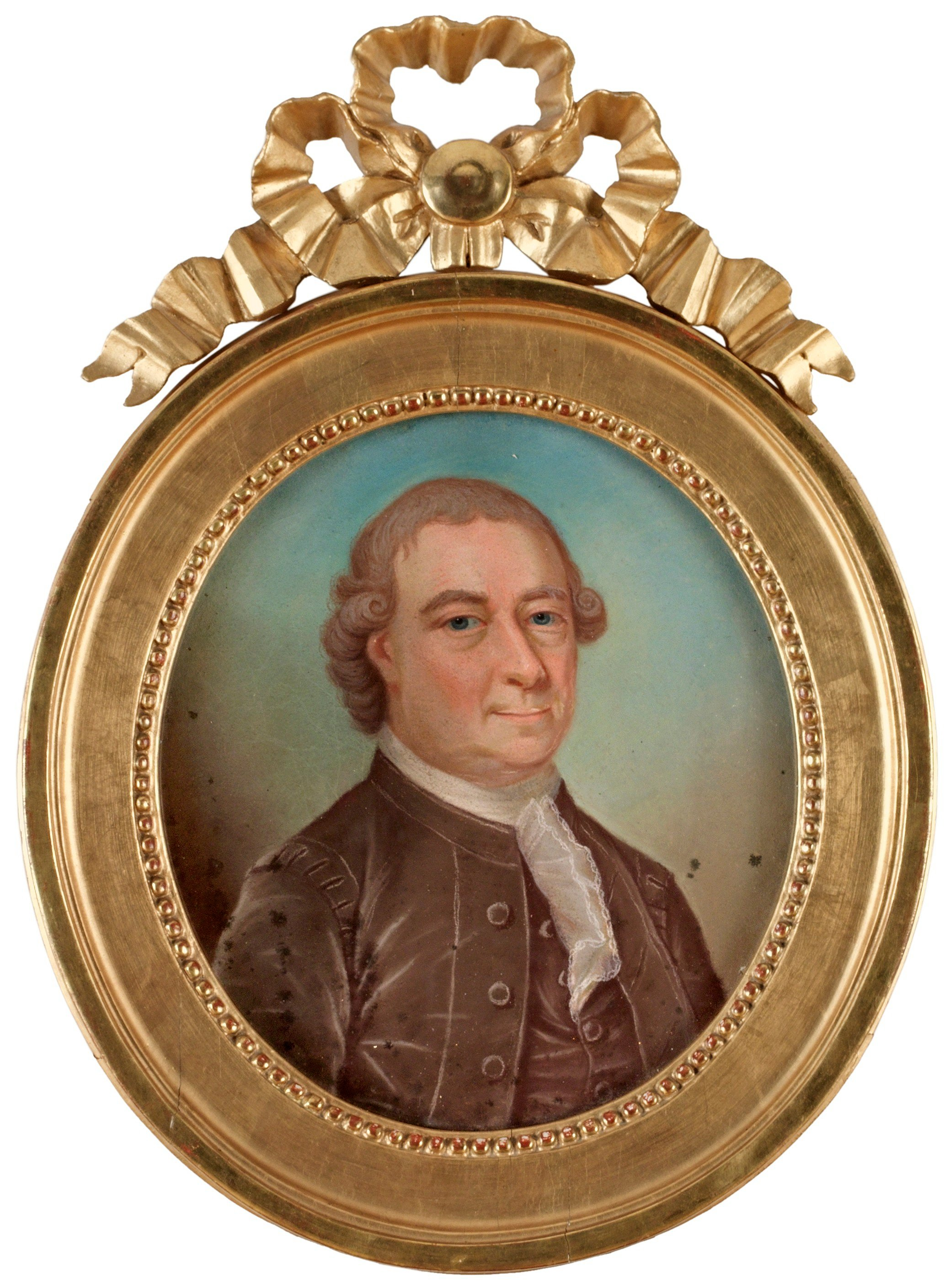
David af Sandeberg iklädd Nationella dräkten, avporträtterad ca 1780 av Jonas Forsslund.

Herrgårdens historia går tillbaka till 1300-talet, och i källorna nämns ett Partille stom redan på 1400-talet. Som tidigast lär det ha varit ett kyrkohemman. Därefter var det ett kronohemman under Johan III:s tid. Den första kända ägaren var Oluff Nilsson, som 1583 köpte egendomen från kronan för 18 1/2 daler silvermynt samt två oxar. Kring 1632 köptes gården av presidenten i det nygrundade Göteborgs handelskollegium, Israel Noraeus. År 1676 köpte packhusinspektorn i Göteborg, Conrad von Braunjohan (1636–1691; adlad 1690), Partille egendom. Braunjohan var för övrigt gift med Sara, faster till Bengt Wilhelm Carlberg – far till Carl Wilhelm Carlberg som senare kom in i bilden.
Under 1600–1700-talen tillhörde Partille herrgård ett flertal adliga släkter, vilka utökade godsets jordareal väsentligt genom köp av kringliggande gårdar. En av de adelsmän som ägde gården under 1600-talet var Per Brahe. På en karta från 1702, upprättad av lantmätare Eric Kuus, syns att säteriets huvudbyggnad i trä låg på platsen för det nuvarande "slottet". Söder därom låg ekonomibyggnaderna och i sydöstra delen av den senare parken låg intill Björnekullarna en gård som hette Håkansgård, som tillhörde säteriet med en tredjedel.
Egendomen såldes 1763 av löjtnanten Jean Abraham Silfverhielm – som endast innehaft godset under kort tid – till grosshandlaren i Göteborg David af Sandeberg (1726–1788). Köpebrev utfärdades den 6 december samma år. År 1766 blev han direktör vid Ostindiska kompaniet, under deras tredje oktroj 1766–1787. Han adlades i december 1772 i Göteborg av Gustav III med namnet af Sandeberg. Idéerna om ett herresäte i stor stil växte fram hos makarna af Sandeberg efter det att David blivit adlad. Till sin hjälp hade de hustrun Marys (1731–1774) bror William Chambers, som var hovarkitekt i England och som varit superkargör på det svenska Ostindiska kompaniets fartyg "Hoppet" tillsammans med David Sandberg på resan till Kanton 1748–1749. Följande år lät af Sandeberg påbörja uppförandet av den herrgårdsliknande gården i Partille. William Chambers hade sitt arkitektkontor i London och kontakten med honom fick ske brevledes. Herresätet i Partille har förknippats med Chambers inte minst för att svågern af Sandeberg i sitt brev av den 12 maj 1773 till arkitekten skriver om "modellerna som du hade godheten att sända mig". Exakt vad af Sandeberg avsåg går inte att fastställa, men troligen rör det sig om en förlaga som Chambers skickat till sin släkting. Flera detaljer till herrgården var direktimporterade från England, såsom fönsterkarmar och dörrar. Möjligen kan William Chambers ha utfört översiktsritningar till herresätet i Partille, men äldre forskning har visat att arbetsritningarna är verk av den unge arkitekten i Göteborg, Carl Wilhelm Carlberg.
William Chambers hade tidigare bistått sin andra syster Sara (1724–85), gift 1747–1770 med engelsmannen Georg Bellenden († 1770) och omgift 1772 med Martin Törngren med ritningar till Råda säteri uppfört 1770–1772.
På plats i Göteborg fanns arkitekten Carl Wilhelm Carlberg och det var han som ansvarade för att herresätet blev som planerat. Själva bygget kom igång senast i juni 1773 och 1777 var det mesta klart. Därefter företog arkitekten Carlberg en utlandsresa, som kom att vara i nära fem år – från den 30 maj 1777 till i januari 1782. Detta försenade väsentligt slutförandet av bygget och först 1780 stod herrgården inflyttningsklar. Att detta var det största trevåningshus med fasad av tegel som uppförts för privat bruk på en lantgård i Sverige, finns det uppgifter från 1776 som hävdar. Huset uppvisar stora likheter med Sturehovs herrgård i Botkyrka kommun, vilken uppfördes samtidigt av direktören i Svenska Ostindiska Kompaniet, riksrådet Johan Liljencrantz. Gemensamma nämnare är bland annat polykroma Mariebergskakelugnar och väggfält utförda av dåtidens skickligaste dekoratörer.
Huvudbyggnaden uppfördes av holländsk klinker, som fraktats på segelfartyg till Göteborg, varifrån det transporterades uppför Säveån med dragare till Partille. De fem stora terrasserna fanns på plats 1773 när uppförandet av huvudbyggnaden påbörjades. De två gårdsflyglarna av trä uppfördes strax efter Carlbergs hemkomst. En lindallé planterades, från landsvägen och upp till den stora borggården och en stor trädgård med park anlades, på totalt cirka 14 tunnland.
Under en tid fanns här en flickpension som drevs av "mamsellerna Zander" fram till 1871.
Genom en donation av "Slottets" dåvarande ägare, Göteborgs Hyrverksaktiebolag och dess direktör C. Wincrantz, kunde all inredning och alla inventarier från stora salen och ett där bredvid liggande förmak i herrgården flyttas till Röhsska konstslöjdsmuseet. Rumsinredningarna förvarades på museet från 1916. Båda ingick i museets basutställningar – förmaket var dock nerpackat under flera decennier. Inredningarna återfördes 1994 till Partille herrgård vid det inre restaureringsarbete, som skedde i samarbete med länsantikvarie och Bohusläns museum.
Partille kommun köpte in fastigheten 1922. Stora delar av den unika trädgården försvann då vägbyggen på femtio- och sextiotalet krävde utrymme. År 1953 brann det annex ner som var uppfört i två våningar, strax nordost om huvudbyggnaden.

### Kanonerna
År 1826 köptes fyra kanoner in till herrgården. De var trepundiga och i järn, tillverkade på Stavsjö bruk 1762–1769. Efterhand togs två bort och två blev kvar till början av 1990-talet då den ena stals.

## Herrgården idag

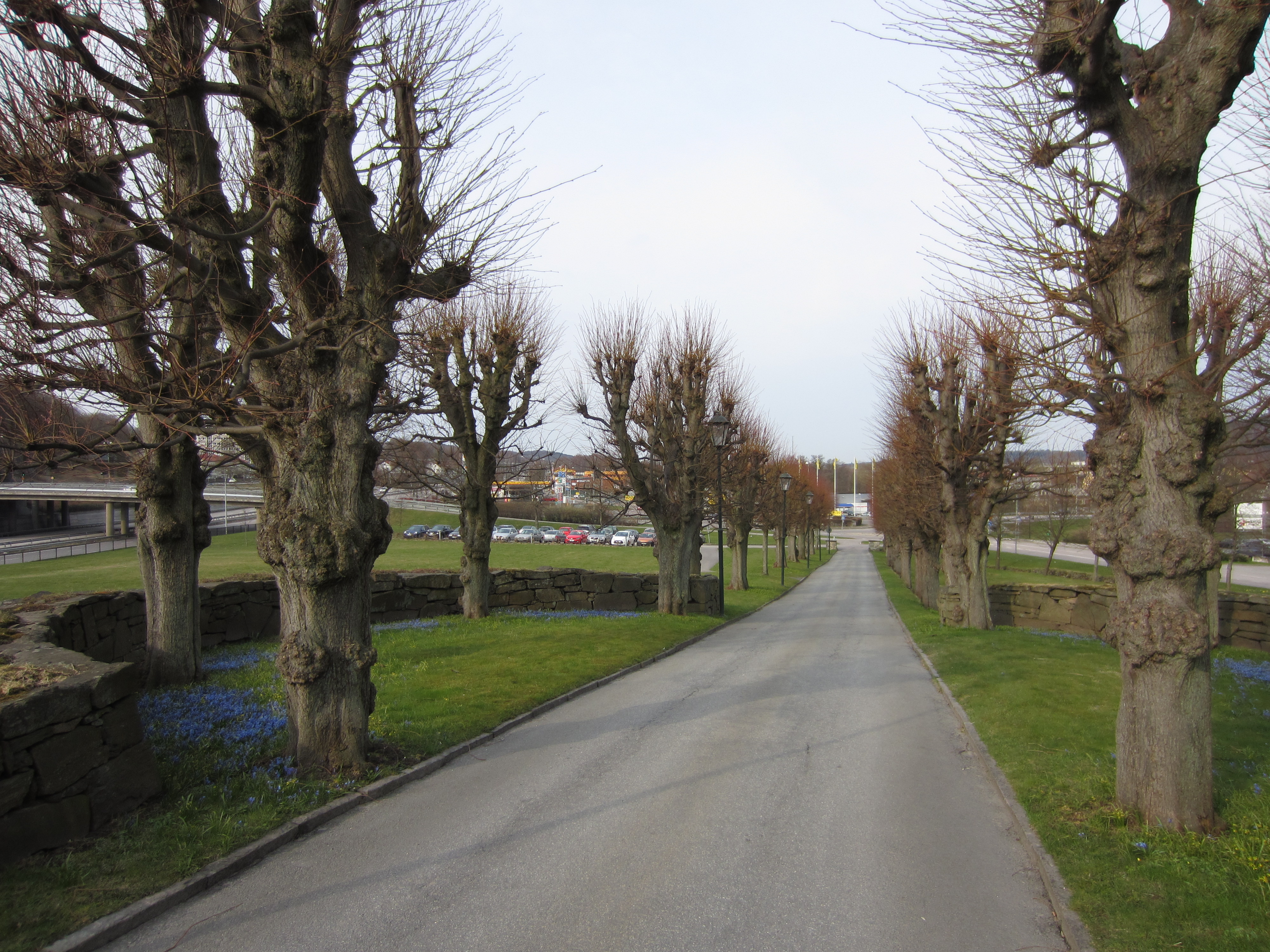
Carl Wilhelm Carlbergs Allé anlades på 1780-talet samtidigt som trädgården vid Partille herrgård.

År 1991 påbörjades en del restaureringsarbeten; bland annat renoverades fasader och tak. Vid ungefär samma tidpunkt påbörjades även ett försiktigt arbete med att delvis återställa parken kring herrgården. Av den ursprungliga parken återstår lindallén, Carl Wilhelm Carlbergs Allé, från landsvägen i väster. Allén hette före namnbytet 1947 Slottsallén.
Herrgården övergick 1992 till Partille Kommunfastigheter AB och därmed började också planerna på en invändig restaurering att ta fastare form. Det kommunala Partillebo AB lät 1994 renovera herresätet. Under större delen av 1900-talet har kommunal administration varit inrymd i herrgården. Efter restaureringen används herrgårdens bottenvåning främst till representation, borgerliga vigslar och liknande. Första våningen är fortfarande utställningslokaler medan andra våningen inrymmer lokaler för kommunledningen.
I Partille kommuns vapen finns tre associationer till släkten af Sandeberg. 
- Färgerna, som har bestämts av att släkten af Sandebergs vapen har ett blått berg i fält av guld.
- Berget som syftar på slutleden "berg" i af Sandeberg.
- De två musslorna, som av heraldiska skäl har gjorts blå istället för silver, då silver inte får placeras på guld enligt dessa regler.

I samband med tillkomsten av Partille kommuns vapen 1961–63 tillfrågades styrelsen för af Sandebergska släktföreningen om dessa lån. Den förklarade sig inte ha något att erinra mot anspelningen på släktvapnet.